# Melampyrum subalpinum
Melampyrum subalpinum är en snyltrotsväxtart som först beskrevs av Juratzka, och fick sitt nu gällande namn av A. Kerner. Melampyrum subalpinum ingår i släktet kovaller, och familjen snyltrotsväxter. Inga underarter finns listade i Catalogue of Life.

## Bildgalleri

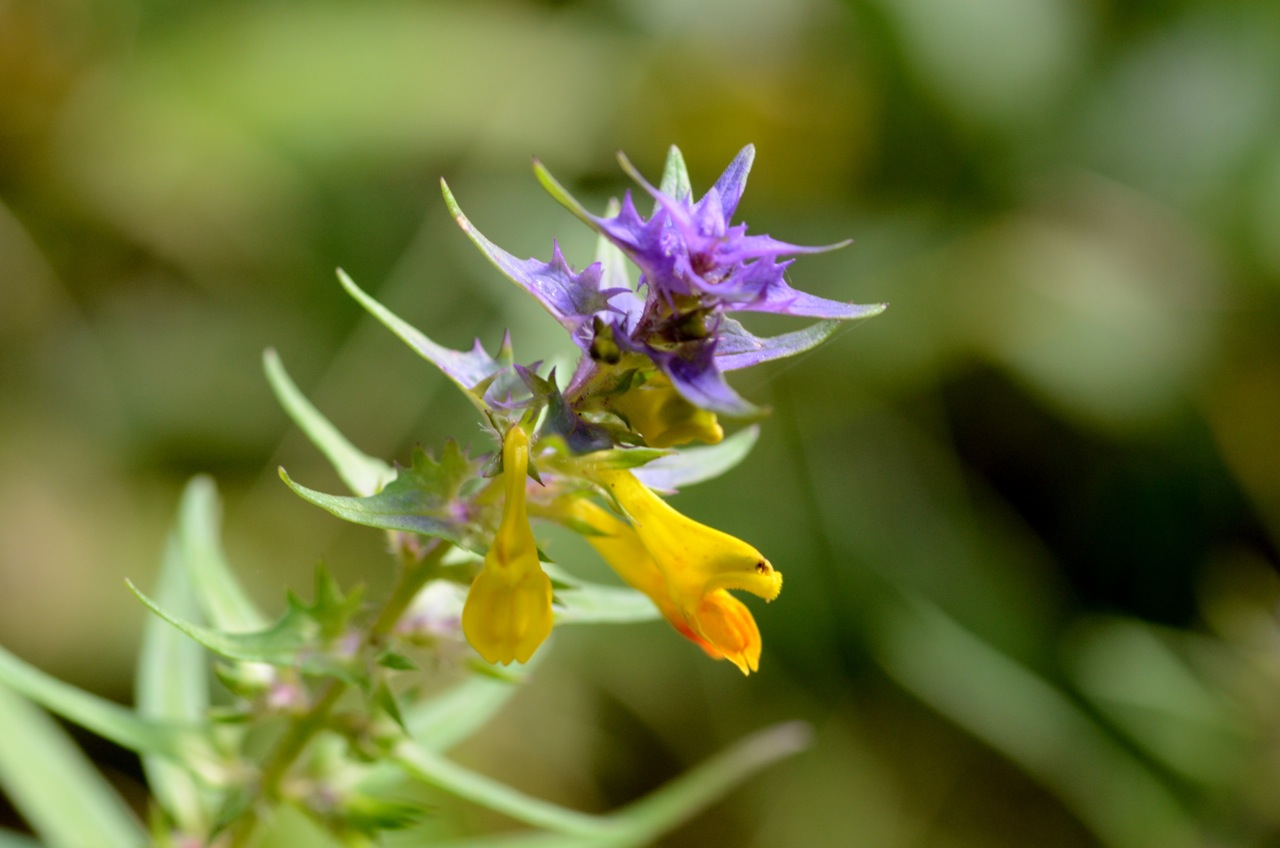
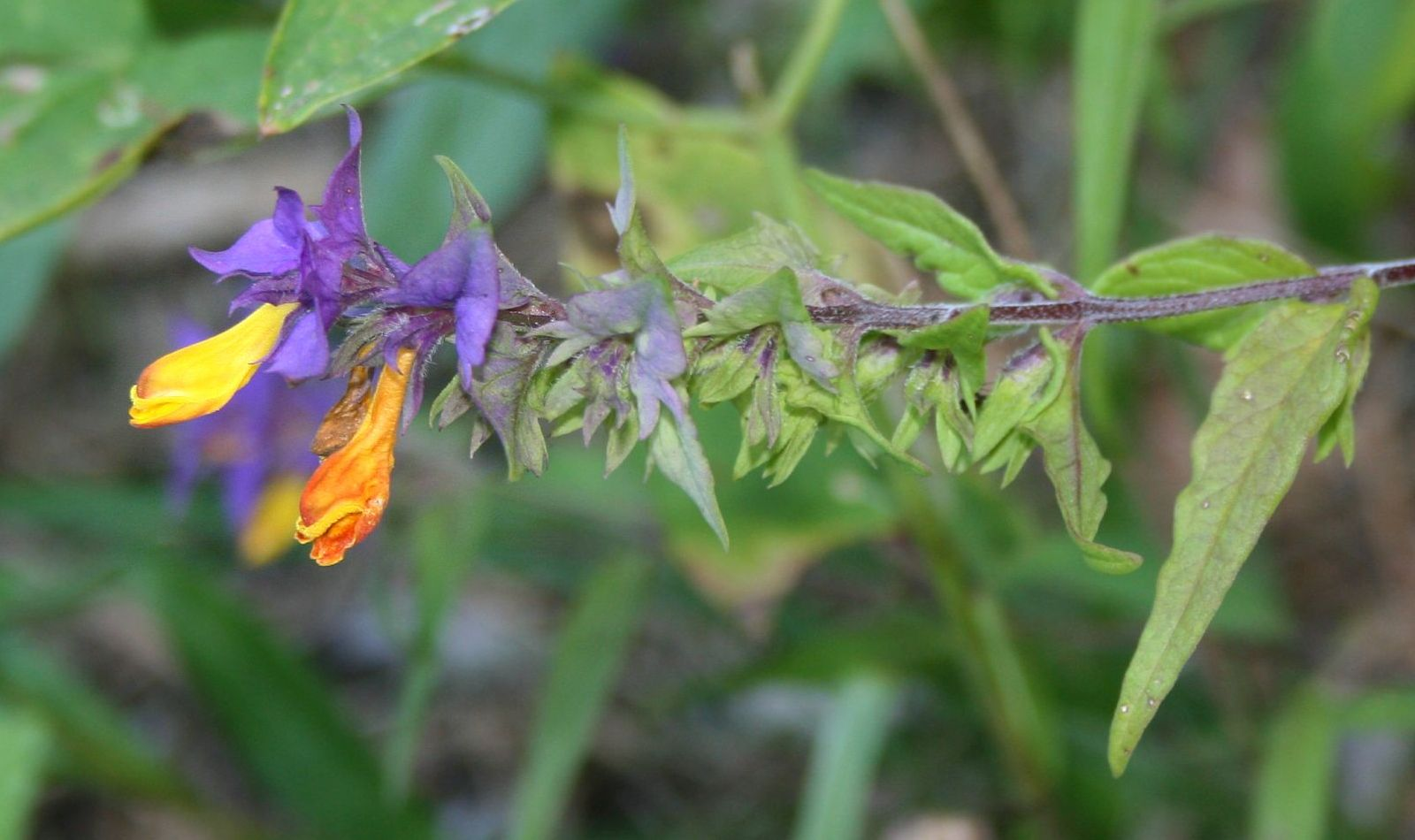
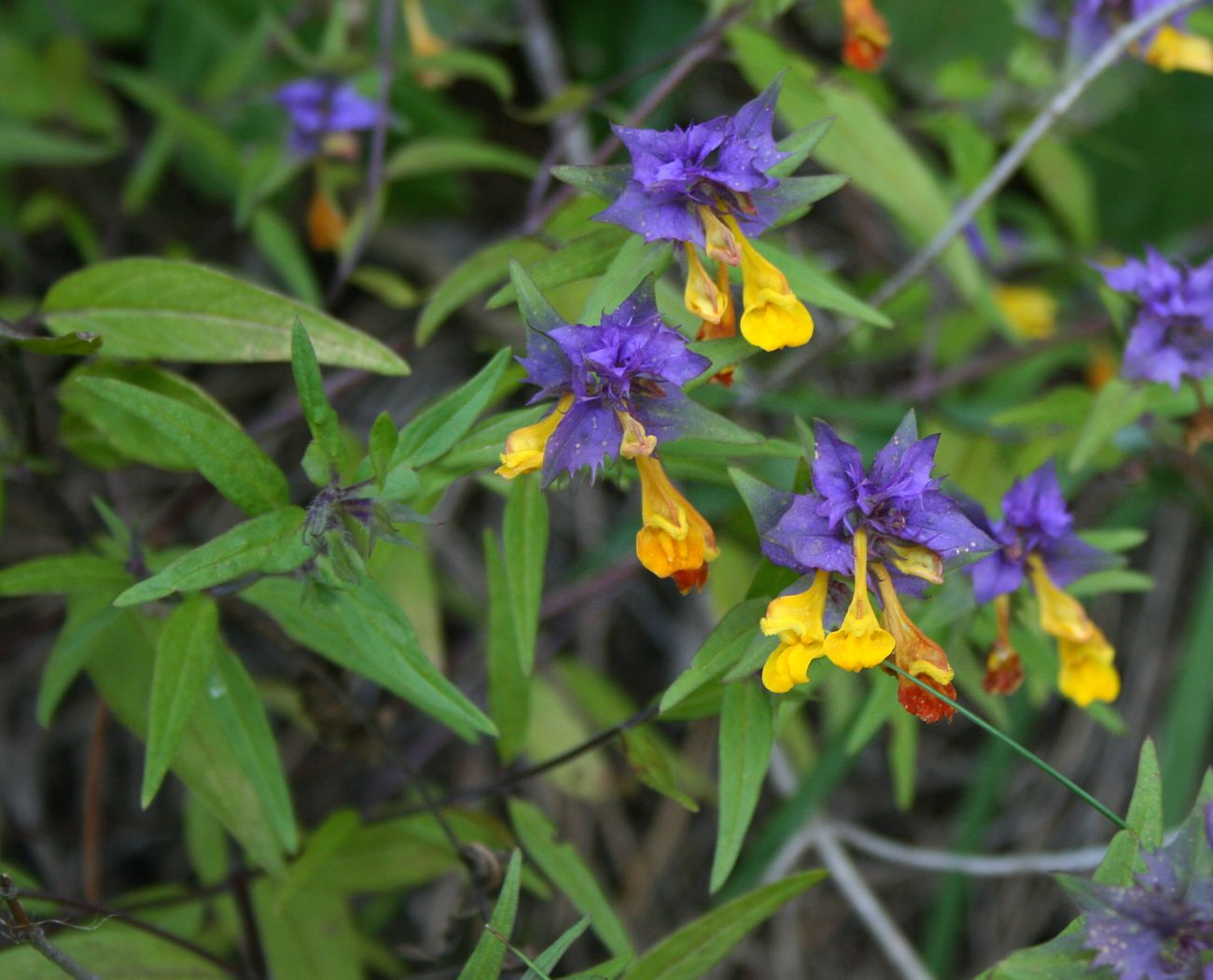
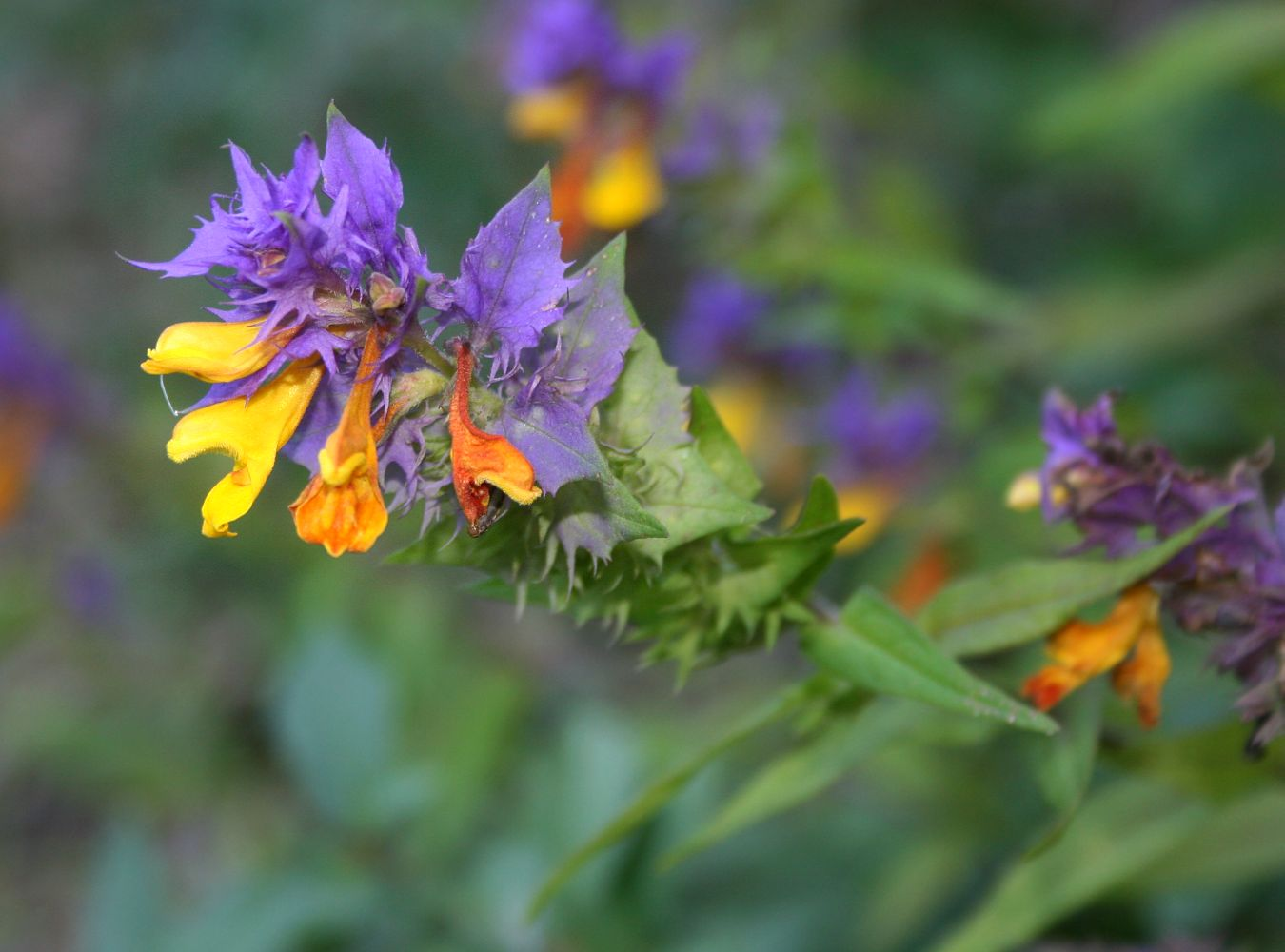